# Douzi

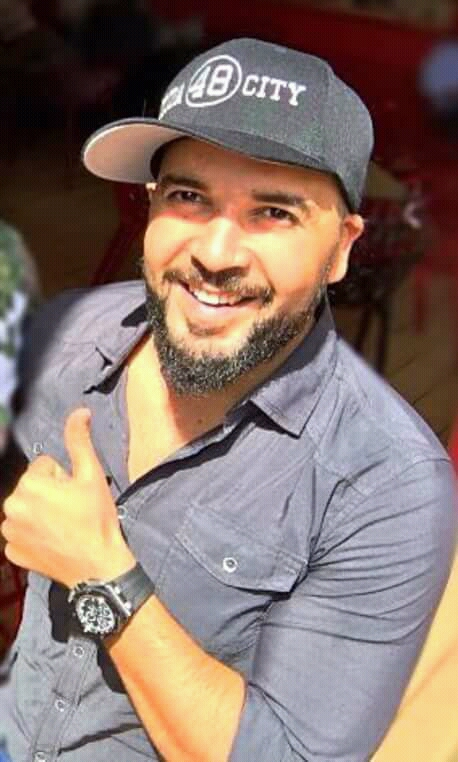
Douzi

Abdelhafid ad Douzi (en árabe: عبد الحفيظ الدوزي , Uchda, 30 de abril de 1985) es un cantante, bailarín y productor musical marroquí.

## Biografía
De madre argelina y padre marroquí, su hermano mayor, Abdelkader, también músico, lo animó a dedicarse a la música, ayudándolo además a componer su single  ليس للحرب( "lays lilharb", "no a la guerra") con el que tuvieron mucho éxito.
En 2003 emigró con su familia a Bélgica para estudiar y comenzar una carrera profesional.
Además de músico, Douzi es activista contra el racismo.

## Discografía
- 1994 : Goulou Imumti Tjini
- 2003 : My Life (Hayati)
- 2014 : Greatest Hits
- 2016 : Mazal Mazal
- 2017 : Lmouja, awal hob (first love)
- 2018 : Amar
- 2019 : Bikhtissar
- 2024 : kolchi belmouktab
- 2025 : Ach Hada
- 2025 : Marhaban Ya Ramadan